# Капдевила, Жоан
Жоа́н Капдеви́ла-и-Ме́ндес (исп. и кат. Joan Capdevila i Méndez), более известный как просто Капдеви́ла (исп. и кат. Capdevila; 3 февраля 1978, Таррега) — испанский футболист, выступавший на позиции левого защитника.
Играл за команды «Эспаньол», «Атлетико Мадрид», «Депортиво Ла-Корунья», «Вильярреал», «Бенфика», «Норт-Ист Юнайтед», «Льерс», «Санта-Колома» и сборную Испании. Серебряный призёр Летней Олимпиады в Сиднее в составе олимпийской сборной Испании (2000), чемпион Европы 2008 и чемпион мира 2010 в составе национальной сборной.

## Карьера

### Клубная
Воспитанник школы «Эспаньол», Капдевила дебютировал в сезоне 1998/99, в игре с «Атлетиком» из Бильбао, которая завершилась вничью 2:2. В следующем сезоне он перешёл в «Атлетико Мадрид».
После вылета Colchoneros летом 2000 года подписал контракт с «Депортиво Ла-Корунья», где составил конкуренцию Энрике Ромеро, а 16 сентября 2006 года забил два гола в ворота «Вильярреала», благодаря чему его клуб победил 2:0.
В сезоне 2007/08 Капдевила подписал трёхлетний контракт с «Вильярреалом» и сыграл во всех матчах чемпионата за исключением двух.

### В сборной
Капдевила дебютировал в сборной Испании 16 октября 2002 в игре против сборной Парагвая (0:0). Он забил свой первый гол в отборе на Евро-2008 против сборной Швеции 17 ноября 2007 года, когда Испания выиграла 3:0.
6 февраля 2008 года в Малаге Капдевила забил победный гол в товарищеской игре Испании с Францией (1:0). В составе сборной Испании на Евро-2008 он играл во всех матчах, кроме одного. Во время турнира он зарекомендовал себя как игрок основы. В игре со шведами, где испанцы выиграли 2:1, Капдевила помог забить победный гол своему партнёру Вилье. Вместе с правым защитником Серхио Рамосом и центральными защитниками Карлесом Пуйолем и Карлосом Марченой он помог сохранить сухими ворота в течение всех 3 матчей плей-офф. На Евро-2008 Испания пропустила лишь 3 гола, и все на групповом этапе.
В первой игре Кубка конфедераций ФИФА 2009 Капдевила помог забить третий гол Фернандо Торресу, когда тот оформил хет-трик в ворота новозеландцев, а также помог забить второй гол Сеску Фабрегасу. Испания выиграла у Новой Зеландии со счётом 5:0. Все 5 голов были забиты с левого фланга, где Капдевила играл важную роль в испанской атаке. Он, Пуйоль, Вилья и Торрес были включены в символическую сборную турнира, а сборная Испании финишировала третьей.
20 мая 2010 года, после появления во всех матчах квалификационного этапа, где он забил один гол в ворота Армении, когда дома Испания выиграла 4:0, Капдевила был выбран Висенте дель Боске в сборную для участия в ЧМ-2010, где он сыграл все матчи, и стал чемпионом в составе своей сборной.

## Достижения

### Командные
«Депортиво Ла-Корунья»
- Чемпион Испании: 1999/00
- Обладатель Кубка Испании: 2001/02
- Обладатель Суперкубка Испании (2): 2000, 2002

«Бенфика»
- Победитель Кубка португальской лиги: 2011/12

«Санта-Колома»
- Чемпион Андорры: 2016/17

Испания
- Чемпион Европы: 2008
- Чемпион мира: 2010

### Личные
- Символическая сборная Кубка конфедераций: 2009[2]
- Входит в символическую сборную чемпионата мира 2010 года по версии ФИФА[3]